# 道格拉斯·塞凯拉
道格拉斯·塞凯拉（西班牙語：Douglas Sequeira，1977年8月23日—），哥斯达黎加男子足球运动员，司职后卫。他曾代表哥斯达黎加国家队参加2006年国际足联世界杯，结果队伍止步小组赛阶段。